# 大町町
大町町（おおまちちょう）は、佐賀県のほぼ中心に位置する町。杵島郡に属し、現存する佐賀県の市町村で最も面積が小さい。

## 地理

### 地形
佐賀市の西側約20 kmの内陸部に位置する。総面積が佐賀県下では最小で、東京都千代田区よりやや小さい。
- 山：聖岳（416 m）
- 河川：六角川
- 湖沼：杉谷池、砥石川池、荒橋池、不動寺池

### 気候
気候は北部の丘陵の影響により温暖で、降水量も比較的多い。

### 隣接している自治体
- 多久市
- 武雄市
- 江北町
- 白石町

### 地名
町内には2つの大字がある。
| 大字 | 面積/km2 | 世帯 | 人口 | 旧町村 | 位置 | 行政区 |
| ---- | -------- | ---- | ---- | ------ | ---- | --- |
| 大町 | 07.29    | 1063 | 3139 | 大町村 | 東   | 旭町、上大町、小通り、下大町、新町、神山、 寺口、道金町、畑ケ田、不動寺、本町、浦川内                                    |
| 福母 | 04.18    | 1608 | 4230 | 福母村 | 西   | 泉町、磯路町、恵比須町、大谷口、寿町、栄町、 下潟、昭和通り、高砂町、大黒町、中島、中通り、 花宮町、本通り、港町、宮浦町 |
| 計   | 11.46    | 2671 | 7369 |        |      | |

1. 1 2  2010年10月1日

### 人口
| |                                        |  |
| 大町町と全国の年齢別人口分布（2005年） | 大町町の年齢・男女別人口分布（2005年） |  |
| ■紫色 ― 大町町 ■緑色 ― 日本全国 | ■青色 ― 男性 ■赤色 ― 女性              |  |
| 大町町（に相当する地域）の人口の推移 \| 1970年（昭和45年） \| 10,649人 \| \| \| 1975年（昭和50年） \| 9,942人 \| \| \| 1980年（昭和55年） \| 9,776人 \| \| \| 1985年（昭和60年） \| 9,682人 \| \| \| 1990年（平成2年） \| 9,239人 \| \| \| 1995年（平成7年） \| 8,787人 \| \| \| 2000年（平成12年） \| 8,503人 \| \| \| 2005年（平成17年） \| 7,956人 \| \| \| 2010年（平成22年） \| 7,369人 \| \| \| 2015年（平成27年） \| 6,777人 \| \| \| 2020年（令和2年） \| 6,293人 \| \| |                                        |  |
| 総務省統計局 国勢調査より |                                        |  |
| 1970年（昭和45年） | 10,649人                               |  |
| 1975年（昭和50年） | 9,942人                                |  |
| 1980年（昭和55年） | 9,776人                                |  |
| 1985年（昭和60年） | 9,682人                                |  |
| 1990年（平成2年） | 9,239人                                |  |
| 1995年（平成7年） | 8,787人                                |  |
| 2000年（平成12年） | 8,503人                                |  |
| 2005年（平成17年） | 7,956人                                |  |
| 2010年（平成22年） | 7,369人                                |  |
| 2015年（平成27年） | 6,777人                                |  |
| 2020年（令和2年） | 6,293人                                |  |

## 歴史
- 1889年（明治22年）4月1日 - 町村制の施行により、大町村及び福母村の区域をもって、大町村が発足する。
- 1936年（昭和11年）1月1日 - 町制施行して、大町町となる。
- 1949年（昭和24年）5月23日 - 町内に昭和天皇の戦後巡幸。杵島炭鉱杵島鉱業所を視察[2]。

## 行政

### 町長・議会
- 町長：水川一哉（2015年5月1日から、1期目）
- 町議会：定数8人[3]（2025年06月現在の議員の任期は2027年04月29日まで[4]）

2007年11月13日に隣接する武雄市に合併協議を申し入れた。武雄市側も事前協議に応じる姿勢を見せていたが、2010年7月に同町は町民の意向が変わったとして合併協議申し入れを撤回した。

### 姉妹都市・提携都市
- アレンデール町（英語版）（アメリカ合衆国ニュージャージー州）- 1996年8月2日友好都市提携

### 国政
- 衆議院 - 大町町は、佐賀県第2区に含まれる。比例区では九州ブロックに属する。
- 参議院 - 大町町は、佐賀県選挙区（全県区、定数2議席）に属する。

### 県政
大町町は、杵島郡選挙区（大町町・江北町・白石町）に属し、選出される佐賀県議会議員の定数は2議席である。

### 警察
- 白石警察署
  - 幹部派出所
    - 大町幹部派出所 - 旧大町警察署。いわゆる幹部交番としての運用が行われる。

  - 駐在所
    - 大町警察官駐在所
    - 福母警察官駐在所

### 消防
- 杵藤地区広域市町村圏組合消防本部
  - 大町分署

## 産業
主な産業は農業（米、麦、キュウリ、イチゴなど）および畜産（養鶏）。
かつては町内に杵島炭鉱があり産炭地として栄えたが、1960年代のエネルギー事情の変化により閉山した。

### 大町町に本社を置く主な企業
- 佐賀三洋工業
- 九州住電精密株式会社

### 大町町に工場・事業所を置く主な企業
- 佐賀鉄工所大町工場
- パナソニックインダストリー佐賀拠点（旧パナソニック デバイス佐賀）

## 市外局番
- 市外局番
- 0952（佐賀MA82-）

## 郵便局
- 現在[いつ?]、大町町には大町郵便局、大町東郵便局がある。
- 2006年3月までは大町郵便局で集配業務を行っていたが、周辺市町村の合併の影響で大町局の集配業務が武雄郵便局に委託された。

- 郵便番号
  - 〒849-2101（大町）
  - 〒849-2102（福母）

## 金融機関
- 佐賀銀行大町支店
- 九州ひぜん信用金庫大町支店
- JAさが（JAバンク）大町出張所

## テレビ
ケーブルテレビ
- ケーブルワン

## 健康
統計は全て2010年10月1日時点。
- 平均年齢：50.47歳
  - 年少人口割合：11.75 %
  - 生産年齢人口割合：57.02 %
  - 老年人口割合：31.23 %

### 病院
- 巨樹の会 大町病院
- 医療法人順天堂 順天堂病院

## 教育

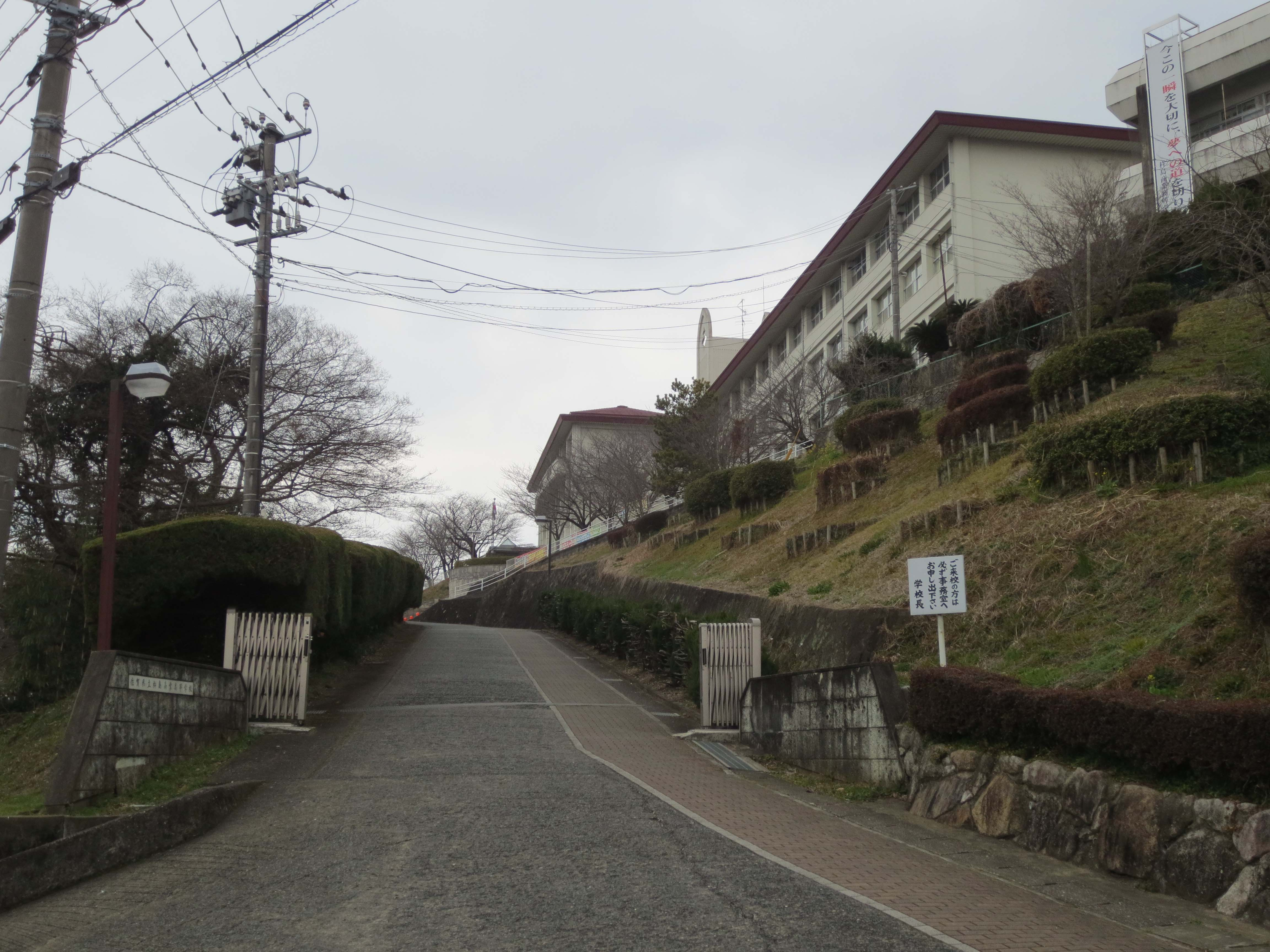
杵島商業高校

### 高等学校
- 佐賀県立杵島商業高等学校

### 義務教育学校
- 大町町立小中一貫校大町ひじり学園 - それまで町内に1校ずつあった小学校・中学校を2011年に小中一貫校化したのち、2016年度に校名はそのままで義務教育学校となった。

### 保育所
- 大町保育園（町立）
- ヤクルト保育園ミルミルテラスおおまち（私立）

### 学校教育以外の施設
自動車教習所
- 大町自動車学校

なお幼稚園は町内唯一の幼稚園であった大町幼稚園（私立）が閉園したため消滅した。

## 交通

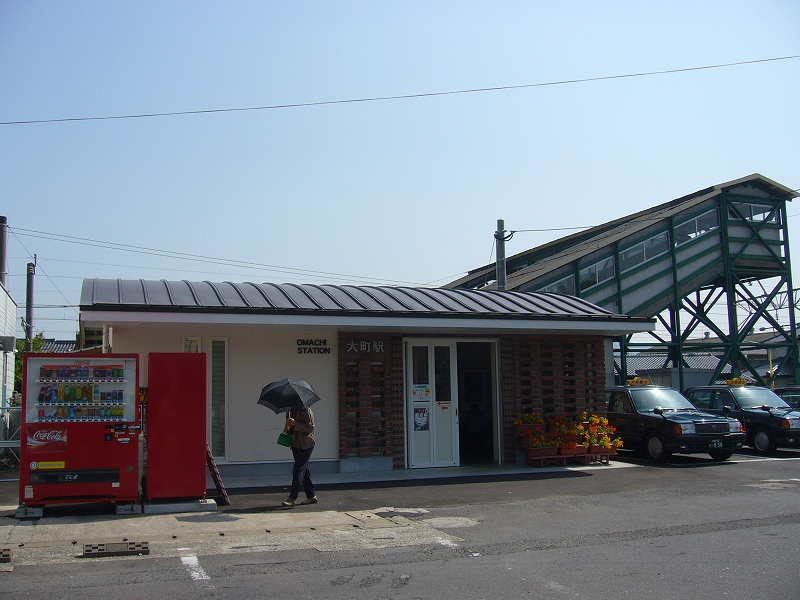
大町駅

### 空港
佐賀空港が最も近いが、佐賀空港ほか空港と町を直接結ぶ公共交通機関はない。

### 鉄道路線
- 九州旅客鉄道（JR九州）佐世保線 大町駅

### 路線バス
- 祐徳バス - 大町町内の国道34号を経由し佐賀市と武雄市を結ぶ路線を運行する。小城市（旧芦刈町・牛津町域）および江北町を経由する。
  - 佐賀駅BC - 医療センター好生館 - 徳万 - 芦刈町分 - 牛津駅前 - 江北駅前 - 大町役場前 - 大町駅前 - 北方駅前 - 武雄温泉駅前 - 下西山
- まちバス - コミュニティバス。国道34号以外を通る。火・水・金曜日と月・木曜日でルートが異なる。

### 道路
- 高速道路：なし（最寄りインターチェンジは長崎自動車道武雄北方インターチェンジ・多久インターチェンジ）
- 一般国道：国道34号
- 県道：佐賀県道214号白石大町線、佐賀県道351号久間大町線

## 文化施設
- 総合福祉保健センター（美郷）

## スポーツ施設
- オリオンプラザ
- 大町町スポーツセンター

## 特産品
- 巻きようかん
- ひじり味噌

### たろめん
細めのうどんを、ショウガを加えた牛骨出汁スープに入れ、豚肉や野菜の具をのせた麺料理。第二次世界大戦後、炭鉱員が中華料理店でよく食べていた。常連客の一人が「たろめん食堂」を開いて提供したが、2000年に閉店。懐かしむ有志が2010年に8店で復活させ、ご当地グルメとしてまちおこしに活用している。2022年時点で4店が提供している。

## 名所・旧跡・観光スポット・祭事・催事

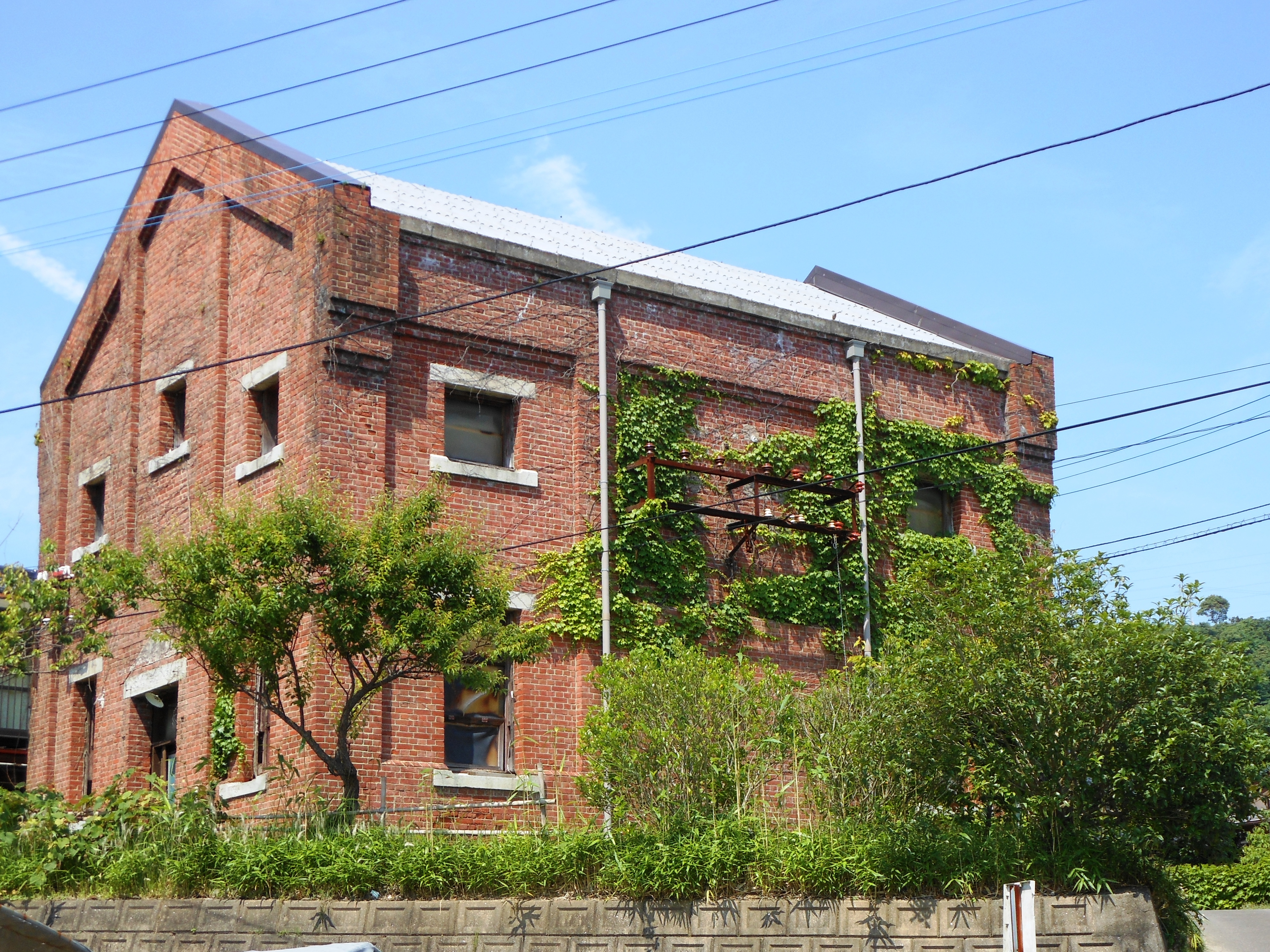
大町煉瓦館

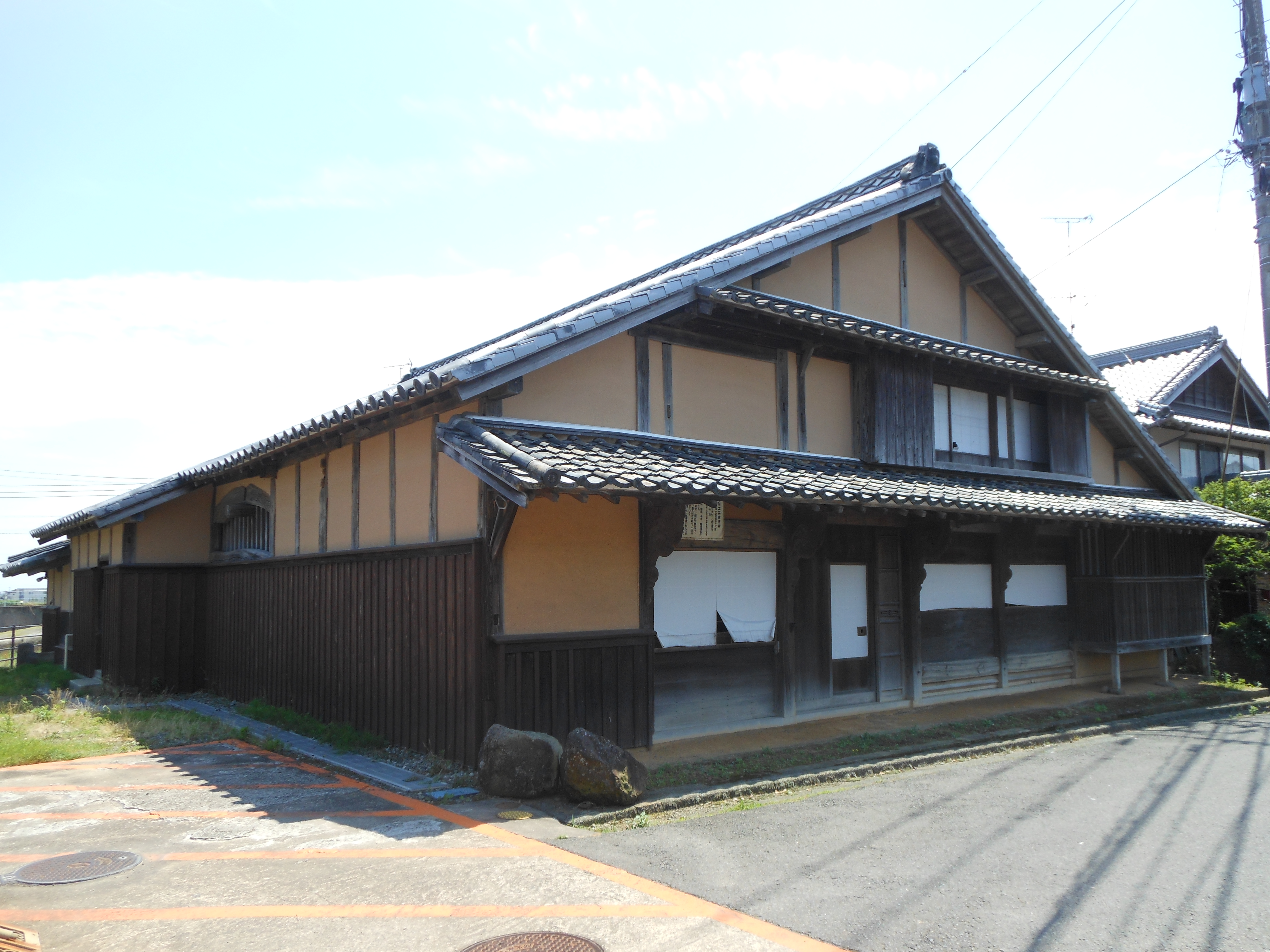
土井家住宅

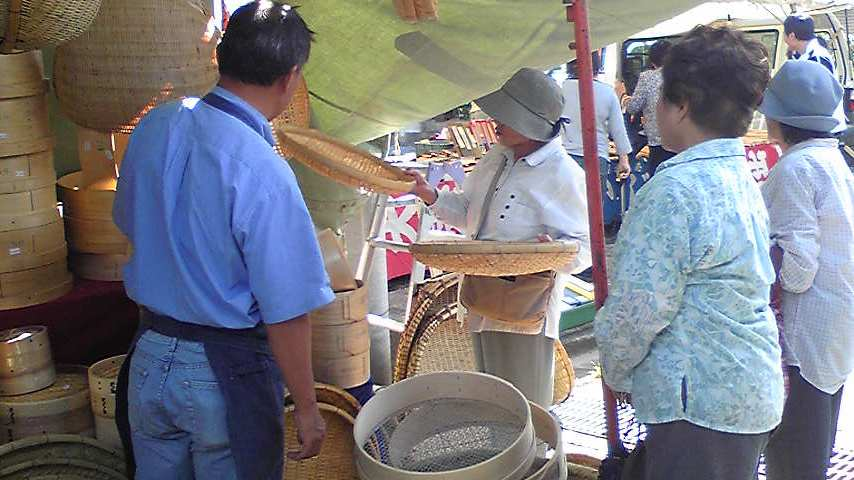
ソウケ市の様子

### 名所・旧跡・観光スポット
- 土井家住宅
- 横辺田代官所跡
- 回転経蔵
- 聖岳展望所
- 楠の群生林
- 長寿の滝
- 大町町ふれあい広場
- 浦田自然公園
- ボタ山わんぱく公園
- 大町煉瓦館 - 1927年（昭和2年）建設の旧杵島炭鉱変電所。イベント会場として活用されている。

### 催事・祭事
- JAさが大町支所フレッシュ野菜グループ朝市（毎週水曜日8時30分 - ）
- おおまち納涼まつり（8月14日）
- ソウケ市（毎年9月27日正午 - 29日正午まで）
- おくんち（10月19日） - 大町八幡神社と福母八幡宮の秋季例大祭が同日にそれぞれ開催されている[7]。